# Bulgaria del Volga
La Bulgaria del Volga (o Idel Bolğaristan) è stato un khanato fiorito tra il VII e il XIII secolo, nel territorio dell'attuale Russia attorno alla confluenza del fiume Kama nel Volga.

## Storia

### Origine
Le fonti storiche primarie sulla Bulgaria del Volga sono piuttosto scarse e disparate: nessun archivio bulgaro originale è stato infatti conservato, e la maggior parte delle nostre informazioni vengono da fonti dell'epoca arabe, persiane, indiane o russe. Alcune informazioni provengono dallo studio di reperti archeologici.
Si pensa che nel territorio della Bulgaria del Volga si fossero insediati originalmente popoli finno-ugrici. I proto-bulgari vi si stabilirono verso il 665, provenienti dalla regione del Mar d'Azov, guidati da Kotrag Khan figlio di Kubrat Khan; giunsero nell'Idel'-Ural nel corso dell'VIII secolo, e divennero la popolazione dominante alla fine del IX secolo, quando si unirono ad altre tribù di diversa origine che vivevano in quell'area. Alcune tribù di bulgari, comunque, continuarono la marcia verso occidente e dopo molte vicende si stabilirono lungo il Danubio, nel territorio della moderna Bulgaria, dove si unirono con popolazioni slave, adottarono la lingua slava meridionale e la fede cristiana ortodossa.
La maggior parte degli studiosi sono d'accordo nel ritenere che i Bulgari del Volga fossero inizialmente tributari dei Cazari. Poco dopo l'800 lo stato diviene indipendente, capitale divenne Bolğar (o Bolgary), situata circa 130 km a sud della moderna città di Kazan'.

### Sviluppo
Un evento molto importante fu l'adozione dell'Islam come religione di Stato nei primi del X secolo con l'emiro Almış. Nel 922-3 Ahmad ibn Fadlan fu inviato dal califfo abbaside al-Muqtadir per stabilire relazioni e portare qadi e insegnanti della Legge islamica nella Bulgaria del Volga, così come vennero forniti aiuti nel costruire un forte e una moschea. Poiché era controllato il fiume Volga nel corso medio, i bulgari del Volga controllavano la maggior parte dei traffici commerciali tra l'Europa e l'Asia prima delle Crociate (le quali attivarono vie commerciali differenti). La capitale Bolğar divenne una città prospera, che rivaleggiava in dimensioni e ricchezza con i più grandi centri del mondo islamico. Partner commerciali di Bolğar erano Vichinghi, Bjarmaland, Yugra e Nenci nel nord, Baghdad e Costantinopoli a sud, e i territori fra l'Europa occidentale a la Cina.
Altre città importanti, oltre alla capitale Bolğar, erano Bilär (più tardi anch'essa capitale), Suar, Qasan (Kazan') e Cukätaw (Juketaw). Le moderne città di Kazan' e Alabuğa hanno origine da fortezze di frontiera della Bulgaria del Volga. Altre città bulgare, come Aşlı (Oshel), Tuxçin (Tukhchin), İbrahim (Bryakhimov), Taw İle, sono ricordate in fonti russe, ma non sono state ancora identificate. Alcuni di esse furono distrutte in seguito all'invasione dei Mongoli dell'Orda d'Oro.
L'unica minaccia militare seria per la Bulgaria del Volga era costituita dai principati russi. Nell'XI secolo il paese fu devastato spesso da numerose incursioni russe da occidente. Fra il XII e il XIII secolo, i governanti di Vladimir, in particolare Andrej Bogoljubskij e Vsevolod III, ansiosi di difendere il loro confine orientale, saccheggiavano sistematicamente le città bulgare. A causa della pressione slava da ovest, i Bulgari dovettero trasferire la capitale da Bolğar a Bilär.

### Declino
Nel settembre 1223 nei pressi di Samara la Bulgaria del Volga fu invasa dall'avanguardia dell'esercito di Gengis Khan, sotto il comando di Uran, figlio di Subedei, e fu sconfitta nella battaglia di Samara. Nel 1236 i Mongoli ritornarono, ma occorsero cinque anni per soggiogare l'intero Paese, il quale in quel periodo aveva sofferto una guerra intestina. Da allora in poi la Bulgaria del Volga divenne parte dell'orda di Djuci, più tardi nota come Orda d'Oro. Secondo alcuni storici, l'80% della popolazione fu uccisa durante l'invasione. La popolazione rimanente si trasferì soprattutto nelle aree settentrionali, nei territori dei moderni Ciuvasci e nel Tatarstan). Il territorio fu diviso fra numerosi principati autonomi, ciascuno dei quali divenne vassallo dell'Orda d'Oro. Dopo il 1430 il più importante di questi principati fu il Khanato di Kazan'. Nel 1552 Kazan' venne conquistata da Ivan IV (il Terribile) e la Bulgaria del Volga entrò a far parte della Moscovia, che poi diventerà la Russia attuale.